# Unione Sportiva Lecce
A Unione Sportiva Lecce é um clube de futebol italiano da cidade de Lecce (região da Apúlia). Disputa atualmente a Serie A, correspondente à primeira divisão nacional.

## Historia
A história da Unione Sportiva Lecce começou no dia 15 de março de 1908, quando foi fundado o Sporting Club Lecce. Inicialmente, o futebol, o atletismo e o ciclismo eram os esportes praticados no clube, que se apresentava nas cores preta e branca e era conhecido na Itália como Bianconeri.
Durante os primeiros anos de sua história, o time do Lecce participou apenas de campeonatos regionais e, na temporada 1923/24, teve uma grave crise financeira. Sem dinheiro, a equipe só voltou a disputar jogos oficiais no dia 16 de setembro de 1927, já com o nome de Unione Sportiva Lecce.
No final da década 20, a equipe conquistou a Liga do Sul e garantiu o acesso para a Série B do Campeonato Italiano da temporada 1929/30. O jogo decisivo foi contra o Taranto Sport e o Lecce venceu por 3 a 2 na prorrogação. Em sua primeira participação na segunda divisão, o time terminou em 13.º lugar.
Após a temporada 1931/32, o clube paralisou pela segunda vez suas atividades esportivas. O Lecce voltou quatro anos depois na Série C (atual Lega Pro Prima Divisione) e ficou longos anos sem conseguir resultados positivos. Apenas em 1946, a equipe sagrou-se campeã da terceira divisão.
A equipe do Lecce passou 16 anos na Série C sem conseguir subir de divisão. Em três ocasiões, chegou perto e terminou na segunda colocação. O time voltou a ter uma grande conquista na temporada 1975/76, quando conseguiu o acesso para a Série B.
O Lecce conquistou o acesso para a Série A pela primeira vez em 1985. Porém, voltou a segunda divisão logo no ano seguinte. Apesar do fracasso, a passagem pela divisão principal ficou marcada pela vitória, fora de casa, por 3 a 2 sobre a Roma, que lutava pelo título daquele ano.
A equipe voltou a disputar a primeira divisão em 1988 e ficou três temporadas na elite do futebol italiano. Durante este período, a melhor colocação do time foi um nono lugar (1988/89). O Lecce caiu novamente em 1991 e conquistou o acesso em 1993. Em 1994, passou por muitas reformulações e terminou a Série A na lanterna.
Após o fiasco na temporada 1993/94, a equipe passou por uma grande crise e chegou a cair para a Série C em 1995. Mesmo assim, a equipe se reformulou e subiu para a Série B em 1996. Logo no ano seguinte, conseguiu o acesso para a primeira divisão e voltou a jogar contra os grandes clubes da Itália.
O Lecce passou mais três temporadas (99/00, 00/01 e 01/02) na Série A e caiu novamente. Conseguiu o acesso logo em seguida e em 2004 fez uma campanha razoável, terminando na nona colocação. Na campanha, conseguiu duas vitórias que ficaram marcadas na história do clube, contra a Juventus (4 a 3) e contra a Inter de Milão (2 a 1).
A temporada 2005/06 foi muito complicada para o time, que mudou de técnico por duas vezes durante o campeonato e terminou na 19ª colocação. No ano seguinte, na Série B, teve brigas administrativas e não passou do meio da tabela, tendo que esperar mais tempo para voltar a primeira divisão.
Com uma campanha sólida, o Lecce conquistou o acesso para a Série A na temporada 2007/08. A equipe terminou o campeonato com 83 pontos e com a melhor defesa. A decisão foi contra o AlbinoLeffe em duas partidas. Na primeira, fora de casa, o Lecce venceu por 1 a 0 e garantiu o retorno com o empate por 1 a 1 no segundo jogo.
Inicialmente, Giuseppe Papadopulo seria o treinador dos "Giallorossi", mas divergências entre ele e o diretor-esportivo culminaram com sua saída. Mario Beretta foi escolhido como seu sucessor, e chegou a fazer um bom início de trabalho no clube. Mas uma sequência de quatro derrotas nos últimos cinco jogos fizeram com que Beretta perdesse o emprego, sendo substituído por Luigi De Canio, que permaneceu até 2011. Em 2011-12, Eusebio Di Francesco, o novo comandante da agremiação, foi demitido após nove derrotas nos treze jogos em que ele exerceu a função, e posteriormente o Lecce não evitaria o rebaixamento à Série B.
Na temporada seguinte, Serse Cosmi foi escolhido pela direção do Lecce como novo técnico. O clube acabaria caindo novamente para a Série B, mas, ao final do jogo que definiu o descenso, a torcida aplaudiu Cosmi e seus comandados.
Em 10 de agosto de 2012, o Lecce acabou sendo punido provisoriamente em virtude de seu envolvimento no escândalo "Scommessopoli". O ex-presidente Pierandrea Semeraro foi suspenso de qualquer atividade relacionada a futebol por cinco anos, e o time foi sancionado com o rebaixamento para a Lega Pro Prima Divisione, 16 anos depois de sua última participação no referido campeonato (à época, chamado de Série C).
Em 2018 o Lecce conquistou o acesso para a Série B depois de seis anos de militância na Série C e, em 2019, também a promoção a Série A.

## Estádio

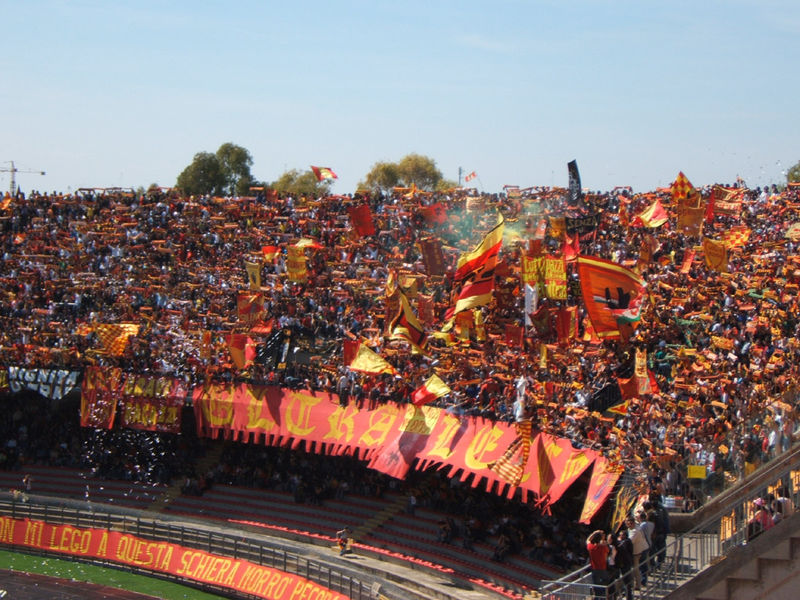
Via Del Mare, o estádio onde o Lecce manda seus jogos.

O Lecce manda suas partidas no Stadio Via del Mare, que possui capacidade para abrigar 33.876 torcedores. É o maior estádio da região da Apúlia.

## Títulos
| Nacionais | Nacionais                      | Nacionais | Nacionais                  |  |
|           | Competição                     | Títulos   | Temporadas                 |  |
| --------- | ------------------------------ | --------- | -------------------------- |  |
|           | Campeonato Italiano - Série B  | 2         | 2009-10, 2021-22           |  |
| Itália    | Campeonato italiano - Serie C  | 3         | 1945-46, 1975-76 e 2017-18 |  |
| Itália    | Campeonato italiano - Serie C1 | 1         | 1995-96                    |  |
|           | Coppa Itália Lega Pro          | 1         | 1975-76                    |  |

Outras

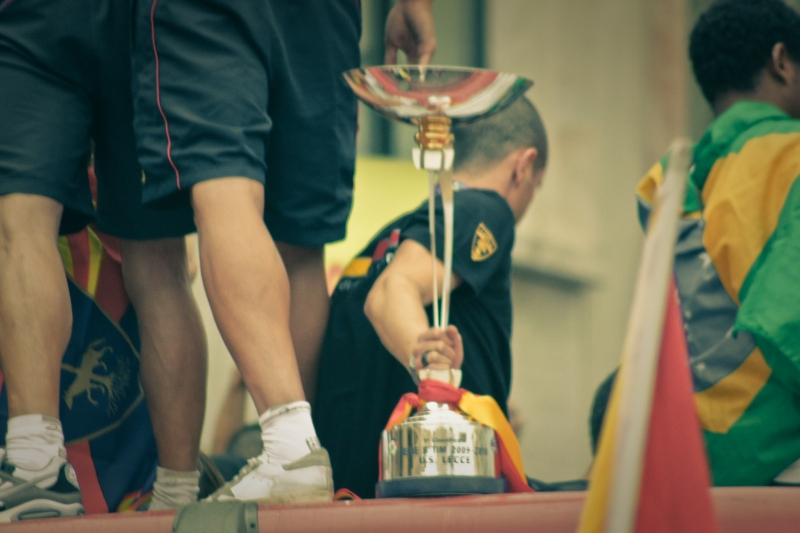
O troféu da Série B conquistado pelo Lecce na Temporada 2009-10

- Campeonato Meridional de Primeira Divisão: 1
  - 1928-1929
- Coppa Italo-Inglesa Semi Profissional: 1
  - 1976

## Rivais
O maior adversário do  Lecce é o Bari. Também rivaliza com Foggia, Fidelis Andria, Brindisi, Gallipoli, Barletta, Taranto, Napoli, Sampdoria, Salernitana, Reggina, Casertana, Cosenza e Casarano.

## Elenco atual
Atualizado em 24 de janeiro de 2025. 
- : Capitão
- : Lesão
- : Jogadores Emprestados